# 中國汽車場地錦標賽

## 中國汽車場地錦標賽
在2004年6月正式成立，是中國最高級別的場地賽事
英文名為China Circuit Championship，簡稱CCC或3C，而"CCC"則再取其義為Challenge（挑战）、Confidence（信心）和Cooperation（合作）。

## 歷史
自從中國首個賽車場--珠海國際賽車場建成以來，中國正式開始房車場地賽的歷史。當時的賽事主要是港澳兩地的房車賽，均在珠海賽車場進行。1998年，全國汽車場地錦標賽的前身（名稱相同）正式舉行。當時只有一個回合賽事，實施與香港房車錦標賽相同的賽例，因此除增加了小數華南地區的車手如郭海生和林立峰等外，陣容與香港及澳門房車賽無異。
直到2003年，北京金港賽車場成立，賽事也因此而增加北京站，成為中國第一項多賽站的場地賽事。
2004年，上海國際賽車場成立，並入主成為全國汽車場地錦標賽推廣商，為促進中國本土賽車事業發展，與中汽聯一同對賽事進行全面改革，成為現今的中國汽車場地錦標賽。
改革內容包括：放棄FIA賽例，將本來同場作賽的1600cc和2000cc組別分開，取消需要有FIA認證的車款才能參賽的規定，改為要求在中國生產並年產量不少於2500輛，以改變本田Civic當道的局面，並促進中國賽車及改裝業發展。
為避免經驗豐富的港澳車手完全壟斷，給予中國車手鍛煉的機會，1600cc組別要求車手必須是中國內地公民，而港、澳、台車手只可參加2000cc組別，但隨著近年賽事發展越來越具規模，要求開放國籍的聲音也越來越強，但中汽聯至今仍未有正式回應。
為促進汽車廠商參與賽事，1600cc組別對賽車改裝限制十分寬鬆，近乎於無限改裝，此舉確實吸引更多廠商參賽並投入技術，甚至將此風氣蔓延到2000cc組。
2000cc組別，初期以FIA N2000賽例為基礎作為規定，後來則在每年與車隊舉行的年會從新檢討賽例，致使本來不能在N組賽例出現的序列式變速器，氣流動力套件等，現今都可以在CCC 2000cc組別看到。
2007年，華賽賽車推廣取代上海國際賽車場，成為賽事推廣商。
2009年，此赛事由中国房车锦标赛取代。

## 賽事結構

### 車手
港澳台地區的房車賽車手主要是來自香港房車賽，澳門房車賽及台灣房車賽，因為賽事商機而兼項或轉戰CCC。而中國車手，更多是早期的拉力車手因車隊策，而隨同車隊兼項參戰CCC，至今仍有不少車手和車隊（包括廠隊之一的333車隊）要求旗下車手同時參加兩項賽事，也有車手分別效力兩支不同的CCC車隊和CRC車隊。但也有部份車手是由參加早年的港\澳房車賽，三菱Lancer的單一車型賽甚至早期的全國汽車場地錦標賽出身的。當中包括2004年度冠軍林立峰和2006年度冠軍郭海生。
至於年輕車手，則更多是來自上海大眾的單一車型賽Polo Cup，例如長安褔特的何曉樂，和北京現代的葉青等。
方程式賽事的車手，則主要是透過參加賽會舉辦的公開培訓班，從中選拔的。主要是來自卡丁車的年輕車手。

### 賽季
CCC以一個錦標賽（Championship）代表一年份的賽季（Series），並分為若干個回合，全在中國國內舉行。由於中國的賽車場地數目有限，加上車隊的經濟能力，故部份賽車場需要舉辦多於一個回合賽事。

### 賽道
CCC是一種封閉式的賽事，意思是說比賽是在一個完全與外界隔絕、封閉的範圍內，以固定的路線繞圈進行。所有回合的賽事都在專門為比賽車輛而設的賽車場進行。

### 贊助商
在CCC成立初期，除了上海大眾333車隊外，各車隊都以業餘性質參賽，自行負擔參賽費用，贊助商只會作有限度的投資。大部份車手都有本身的職業，小部份則在車隊所屬的俱樂部兼任賽車訓練班的教練。

直到2006年度，由於各大汽車廠商的態度有所改變，開始大規模投放資源，同時也使賽事更矚目，因此，其它項目的贊助活動也相應變得活躍。

在CCC中，較小有指直接贊助車手的贊助商，主要是針對車隊和賽事本身，賽事的掛名贊助並沒有特別的習慣，例如，在整個05年度和06年度的CCC都稱為"紅河杯"，但06年的第四站則改稱為"香港中旅杯"。

而車隊方面，一般而言，都會以母廠名稱作為冠名贊助，例如威豪賽車隊在接受吉利汽車贊助後，則改稱為"吉利威豪賽車隊"。

另外由於1600CC組別的車隊數目限制為十隊，所以後來者往往要收購舊車隊以取得參賽資格。因此舊有車隊的名字往往會變成新車隊的"掛名贊助"，例如銳思車隊被原在2000cc組的華晨威虎賽車隊收購，便改稱為"華晨威虎銳思車隊"。當中"華晨"是廠商名稱，"威虎"是車隊名稱，"銳思"則是參賽名額的提供者。

### 賽車組別
國產1600CC房車組別

由中國大陸生產，引擎在國內生產或組裝，引擎排量在1600cc以下，年產輛超過2500輛的房車。
不可改變引擎結構，不可改變引擎容積，節氣門最大直徑不大於60mm，符合<<國內汽車比賽車輛技術規則>>第一章安全改裝的車輛均可參賽，使用直齒式排檔需讓重15kg，每個賽季只准使用不多於兩台引擎
國產2000CC房車組別

由中國大陸生產，引擎在國內生產或組裝，引擎排量在1601-2000cc以內，年產輛超過2500輛的房車。
不可改變引擎結構，不可改變引擎容積，節氣門最大直徑不大於60mm，符合<<國內汽車比賽車輛技術規則>>的車輛均可參賽，使用直齒式排檔需讓重30kg，每個賽季只准使用不多於兩台引擎
華賽2000方程式系列賽

由華賽汽車運動統籌，由中國航天汽車制造符合國際汽聯F2000規格的方程式賽事，其2000cc排氣量的發動機由長安福特提供。
長安福特康巴斯方程式挑戰賽

由FRD（方程式賽車發展有限公司）提供由法國雷諾汽車制造之康巴斯方程式車架的方程式賽事，其1600cc排氣量的發動機由長安福特提供。

## 外部連結
- 中國汽車運動會網站（页面存档备份，存于）（簡體中文）